# Districte de Nancy
El Districte de Nancy és un dels quatre districtes amb què es divideix el departament francès de Meurthe i Mosel·la, a la regió del Gran Est. Té 20 cantons i 188 municipis. El cap de districte és la prefectura de Nancy.

## Cantons
cantó de Dieulouard - cantó d'Haroué - cantó de Jarville-la-Malgrange - cantó de Laxou - cantó de Malzéville - cantó de Nancy-Est - cantó de Nancy-Nord - cantó de Nancy-Oest - cantó de Nancy-Sud - cantó de Neuves-Maisons - cantó de Nomeny - cantó de Pompey - cantó de Pont-à-Mousson - cantó de Saint-Max - cantó de Saint-Nicolas-de-Port - cantó de Seichamps - cantó de Tomblaine - cantó de Vandœuvre-lès-Nancy-Est - cantó de Vandœuvre-lès-Nancy-Oest - cantó de Vézelise